# نيسرية مخاطية
نيسرية مخاطية (الاسم العلمي:Neisseria mucosa) هي نوع من البكتيريا تتبع جنس النيسرية من فصيلة نظيرات النيسرية.